# Adam Adamowski
Adam Adamowski (ur. w 1973) – polski lekkoatleta specjalizujący się w pchnięciu kulą.
Wielokrotny medalista mistrzostw Polski w różnych kategoriach wiekowych. Wychowanek Sztormu Kołobrzeg, następnie startował w barwach Śląska Wrocław. Jego pierwszym trenerem był Michał Barta (później trenował pod okiem Czesława Kotwicy). Reprezentant kraju w meczach międzypaństwowych. Uczestnik wygranego przez reprezentację Polski Młodzieżowego Pucharu Europy (Lillehammer 1994). Reprezentant Wojska Polskiego na I Światowych Wojskowych Igrzyskach Sportowych (CISM) - Rzym 1995.  Rekordy życiowe: stadion – 17,95 (18 maja 1996, Piła); hala – 17,50 (26 lutego 1995, Spała). 
Mieszka w Kołobrzegu. Żonaty z Edytą Korotkin-Adamowską, wielokrotną medalistką mistrzostw polski w łucznictwie, olimpijką z Barcelony 1992. Mają dwie córki.